# Rater de l'Himàlaia occidental
El rater de l'Himàlaia occidental (Myotis himalaicus) és una espècie de ratpenat de la família dels vespertiliònids. És endèmic de l'Himàlaia occidental (Índia i Pakistan), on viu a altituds d'entre 1.500 i 2.300 msnm. El seu hàbitat natural són els boscos de diferents tipus. Fou descrit a partir de dades genètiques i morfològiques, com ara la llargada de la cua i les proporcions del cos en general. El nom específic himalaicus significa ‘himalaià’. Com que fou descobert fa poc, encara no se n'ha avaluat l'estat de conservació.